# Zippo
O Zippo é um isqueiro metálico recarregável produzido pela Zippo Manufacturing Company. São isqueiros colecionáveis e foram fabricadas centenas de modelos durante os 80 anos em que vêm sendo produzidos.
Os isqueiros Zippo são normalmente retangulares e têm uma tampa dotada de uma dobradiça que o faz abrir e fechar com uma pequena boca de maçarico dentro onde acende-se a chama. Ao contrário dos isqueiros de plástico, que são descartáveis, os isqueiros Zippo são recarregados com fluido líquido para isqueiros (hidrocarboneto isoparafínico sintético). Removendo o componente interno da capa metálica, deve-se encharcar, com fluido para isqueiros, o miolo sintético que segura um pavio. Tanto o pavio, quanto a pedra que produz a faísca, podem ser substituídas. 
O Zippo foi inventado para ser "à prova de vento", sendo capaz de permanecer acesos mesmo com condições climáticas adversas. Eles se tornaram famosos entre os militares norte-americanos, especialmente durante a Segunda Guerra Mundial — quando todos os Zippos produzidos eram destinados às forças armadas Aliadas - e durante a Guerra do Vietnã. Além disso, os Zippos são conhecidos pela garantia ilimitada que oferecem: se um isqueiro Zippo quebrar, não interessa o quão velho ele é, ou quantos donos já teve, a companhia irá substituí-lo ou repará-lo gratuitamente. A única parte do Zippo que não é coberta pela garantia é o acabamento na parte externa da capa metálica.
A maneira como o Zippo é construído torna muito difícil apagar sua chama tentando soprá-la. O jeito correto de fazê-lo é fechando sua tampa. Fechar a tampa de um Zippo rapidamente produz um clique alto, pelo qual o Zippo é conhecido.

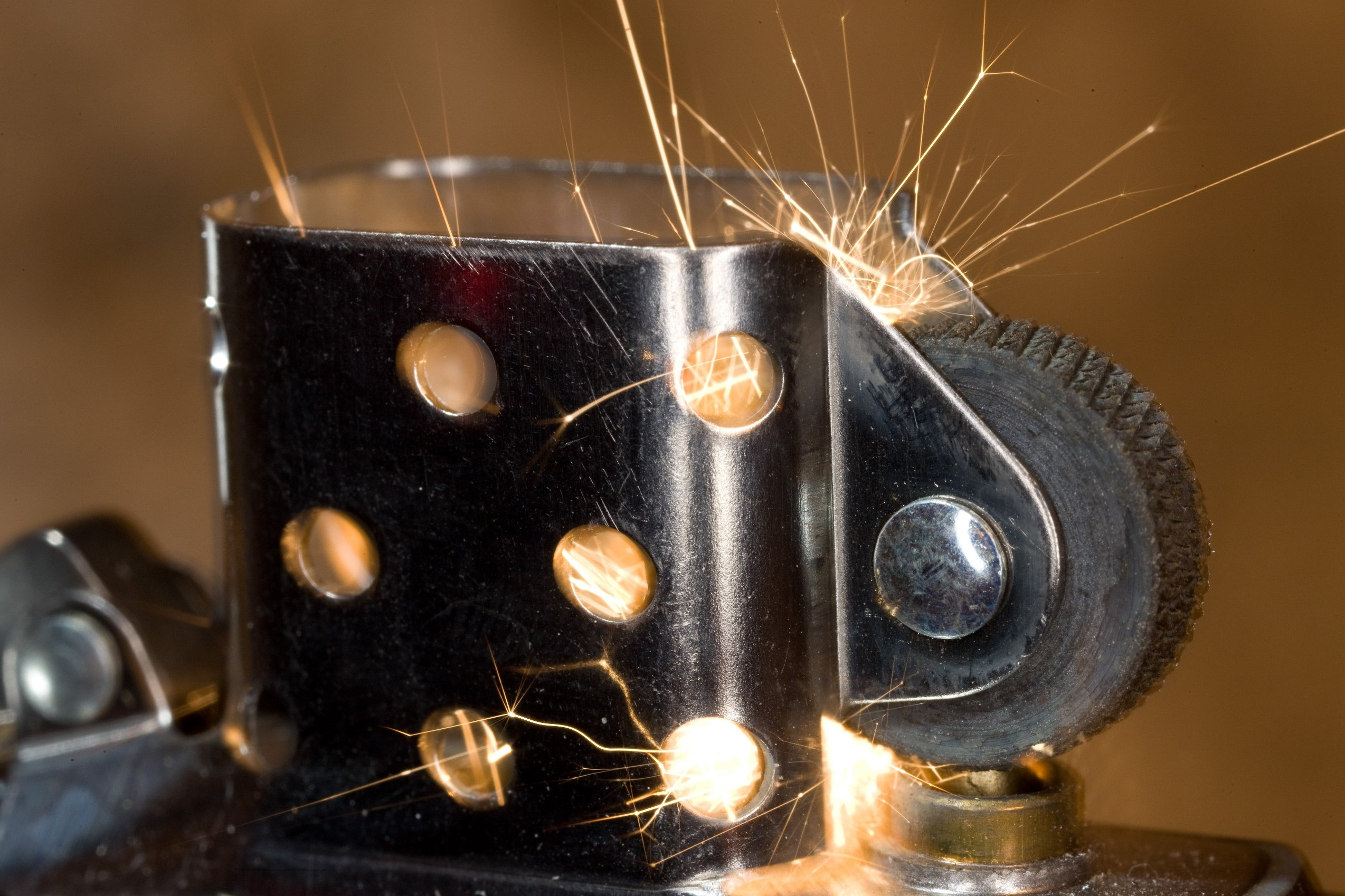
Faíscas saindo da roda de ignição de um Zippo

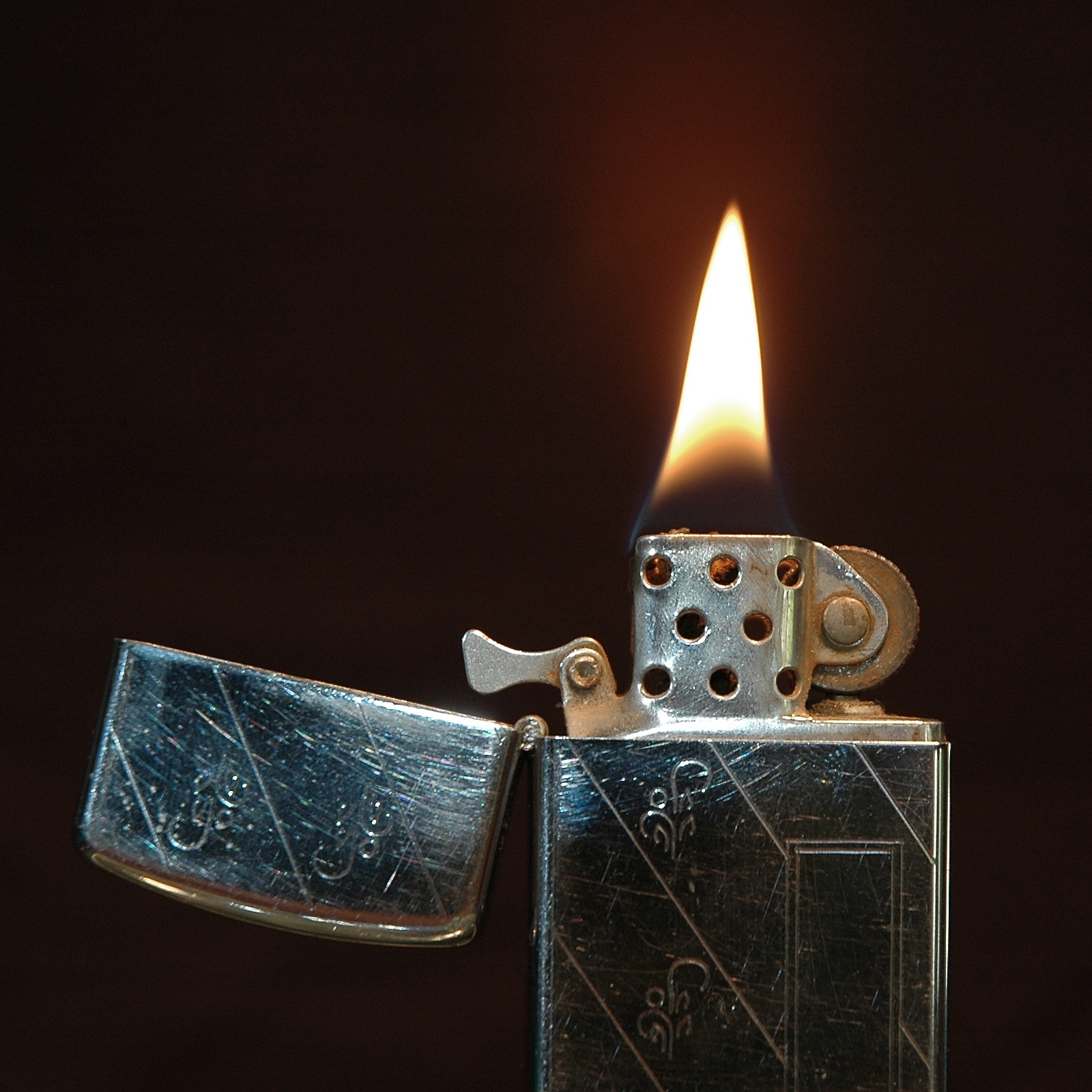
Modelo Zippo de 1968

## História
George G. Blaisdell fundou a  Zippo Manufacturing Company (situada em Bradford, Pensilvânia, EUA) em 1932 e produziu o primeiro Zippo em 1933, inspirado num isqueiro austríaco de design semelhante, o Imco. 
Desde 1933, mais de quatrocentos milhões de Zippos já foram fabricados. Depois da Segunda Guerra Mundial, os Zippos se firmaram como uma mídia popular para propagandas de pequenas e grandes empresas durante a década de 1960. Muitas das primeiras propagandas foram pintadas a mão. Com técnicas aprimoradas, os anúncios passaram a ser pintados industrialmente.  O mecanismo básico do Zippo permanece inalterado até hoje. 
"George G. Blaisdell, nasceu em 5 de junho de 1895, em Bradford. O jovem George Blaisdell dificilmente parecia ser alguém que iria encontrar o sucesso nos anos da brutal da Depressão. Ele tinha muito pouca educação formal. Ele odiava a escola, saiu da quinta série e disse à família que não ia voltar.
Seu pai lhe mandou para uma academia militar, mas o jovem George Blaisdell durou apenas dois anos, antes de terminar o tempo de serviço ele foi demitido sumariamente. Seu pai o colocou para trabalhar no negócio da família — a Blaisdell Machinery Company — onde ele aprendeu o trabalho com metal, uma habilidade que viria a calhar nas fases de germinação dos isqueiros Zippo quase trinta anos depois.
Após a I Guerra Mundial, ele assumiu os negócios da família, em seguida, em 1920 vendeu a empresa de máquinas e colocar o dinheiro do petróleo. Os anos 20 rugiu — depois parou. O petróleo caiu — junto com praticamente todo o resto - veio a Grande Depressão. Em Bradford, que parecia invulnerável durante anos de atividade que sucedeu o boom do petróleo, os efeitos da Grande Depressão foram profundamente sentidas. Praticamente falido, George contou os últimos dólares e decidiu investir numa invenção de sua autoria, um novo tipo de isqueiro. Dizia que ia vendê-los por 1,95 dólares cada um, valor absurdamente alto para a época. Seus familiares lhe chamaram de louco, mas Blaisdell era genioso.
Na década de 30 os Estados Unidos ainda estavam passando pela depressão econômica, iniciada em 1929. A pobreza tomava conta do país, uma maçã podia custar um centavo, mas ninguém tinha dinheiro para comprar. Fome e desemprego por toda parte, a pior das conjunturas para se começar um negócio.
Sarah Dorn fornece este depoimento sobre seu pai: "Meu pai odiava o negócio do petróleo. Ele não era particularmente bom no que fazia, na verdade, ele era um homem para quem o "boom" foi providencial. Ele não tinha temperamento para isso. A única coisa que ele sabia no início dos anos 30 era que ele precisava fazer alguma coisa, porque esses dias foram difíceis. Não havia um montante de dinheiro de lastro na época, mas ele foi fazendo contato com todo mundo para conseguir o dinheiro e lançar a Zippo Manufacturing Company. Ninguém tinha fé nele. Parecia uma ideia tola e maluca. E assim foi. Imagine o cenário: iniciar uma fabricação e comercialização de um isqueiro custando 1,95 dólares, quando essa quantia de dinheiro praticamente alimentava uma família nos anos da grande Depressão. Como ele iria se manter? Eu acho que o que quer que fosse, era uma medida de desespero. Ele tinha que fazer este trabalho. Pois como se diz agora, para ele e sua família, não havia plano B."

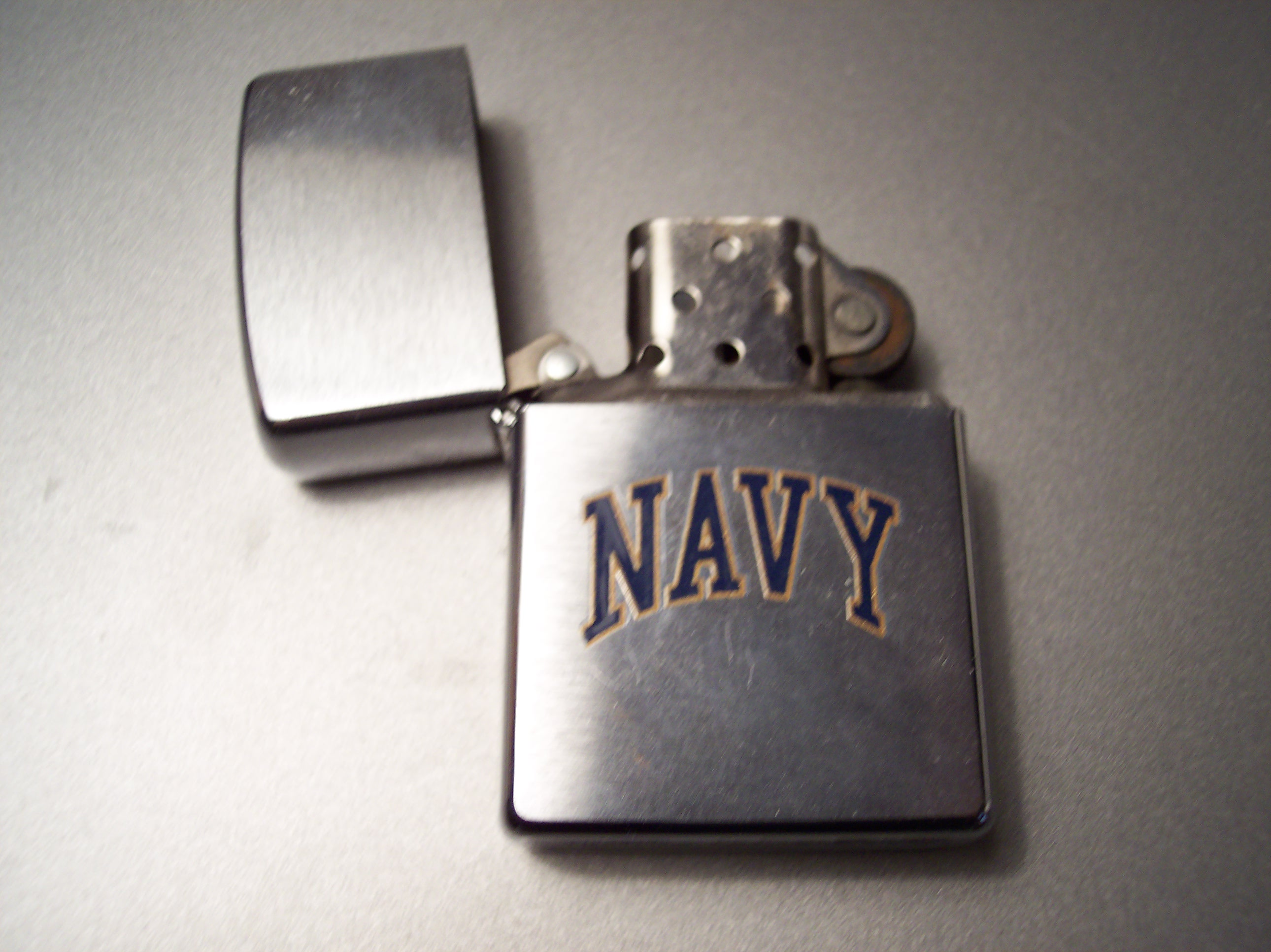
Zippo personalizado

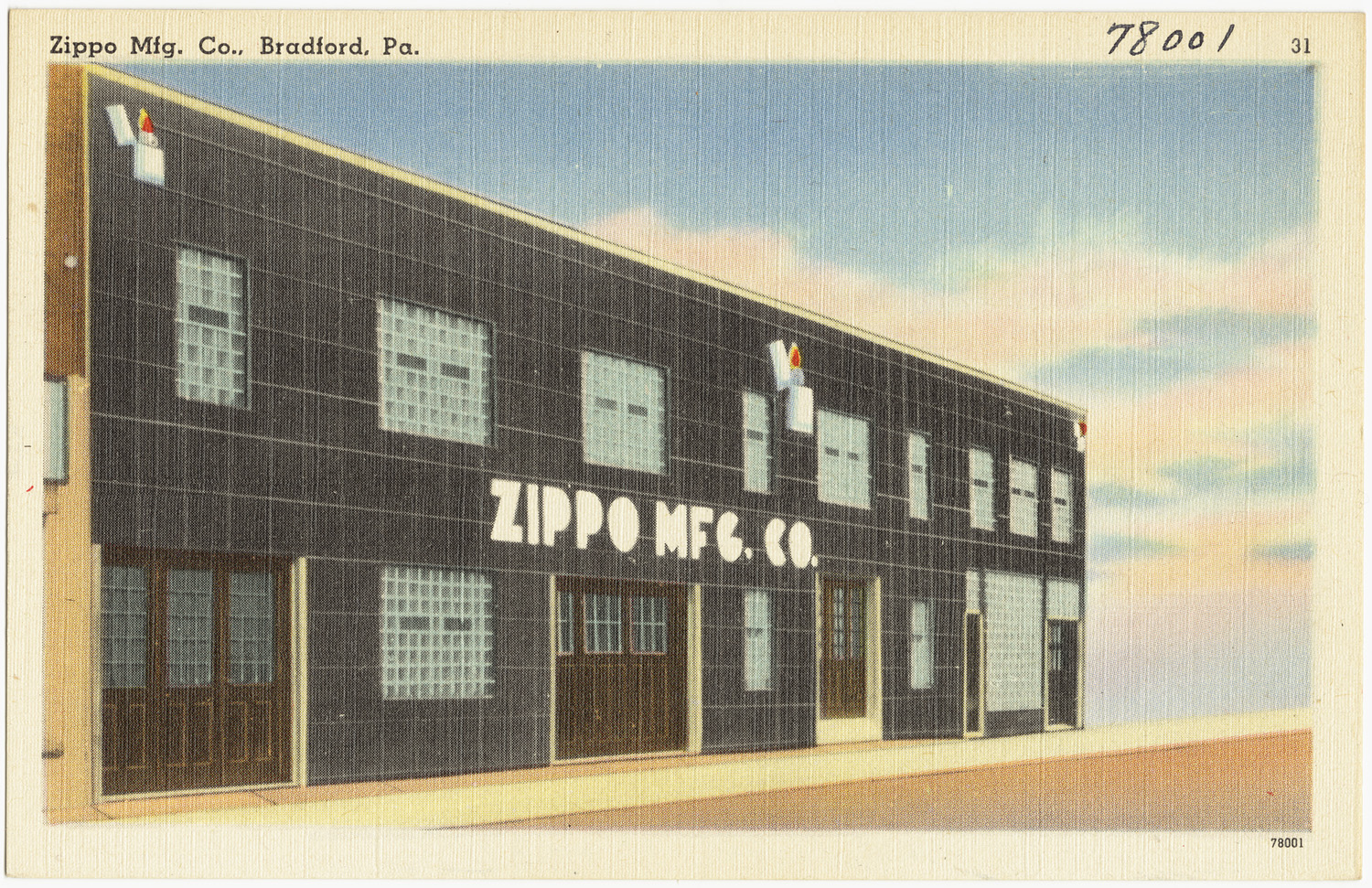
Desenho da fábrica da Zippo (1930-1945)

Em 1932 ele cria uma pequena caixa retangular de metal, na qual dentro um fluido inflamável embebia um pavio de pano. Na ponta uma pederneira para fazer faíscas em direção à extremidade do pavio. Quando acesa, a chama dificilmente apagava com o vento (windproof), pois o sistema da invenção se assemelhava a uma lamparina. Uma invenção simples, porém bastante útil. Fã desse tipo de invenção, George gostava muito da engenharia genial do zíper. Por isso batizou seu novo isqueiro com uma variação do termo em inglês zipper (zippo).
Inicialmente fazendo isqueiros com logos de empresas (brinde), a fábrica de Blaisdell começou a crescer durante a II Guerra Mundial. Isso porque a chama windproof era muito útil para os soldados no front. Rapidamente o Zippo tornou-se popular entre os militares. Uma vez que o isqueiro era totalmente liso, eles costumavam mandar gravar seus nomes em sua superfície. O sucesso foi tamanho que a empresa parou de fabricar isqueiros para o público por um tempo, passando a produzir somente para as Forças Armadas.
Anos mais tarde começaram a sair isqueiros Zippo comemorativos, com gravuras diferentes. Isso agradou muito os colecionadores. No entanto, no pós-guerra, o que sustentou o isqueiro no topo foram suas aparições no cinema. O cigarro era presença constante nos filmes e ele precisava ser aceso por algo. Uma vez que o Zippo era o único isqueiro diferenciado do mercado, muitos bandidos e mocinhos passaram a usá-lo espontaneamente. Desde os anos 30 foram mais de 1200 aparições. Esse sucesso todo transformou o Zippo em uma lenda que ainda está longe de ser esquecida, mesmo após 75 anos de existência.
Recentemente, a Zippo expandiu sua linha de produtos e incluiu uma variedade de isqueiros multiuso, conhecidos como Zippo MPL. Estes novos isqueiros são recarregados com gás butano.
Uma das primeiras demonstrações de que nem tudo corria bem no Vietnam teve o Zippo como protagonista. Em 1965, durante uma missão no pequeno vilarejo de Cam Ne, os soldados americanos expulsaram os moradores de suas cabanas, e com seus Zippos colocaram fogo nos telhados de palha das cabanas. As imagens do incêndio, captadas por jornalistas que acompanhavam os soldados, deram início ao movimento contrário à guerra. E mancharam a imagem do isqueiro.
O isqueiro sempre esteve ao lado dos soldados americanos, desde a fundação da fábrica em 1933. Durante a Segunda Guerra Mundial, os Zippos e os soldados eram parceiros constantes. A partir daí, civis e militares passaram a utilizar e colecionar. A confiabilidade do isqueiro, que funciona molhado e em ventanias, o fato dele poder ser recarregado com fluido quantas vezes forem necessárias, e sua durabilidade exemplar (a maioria dos Zippos mais antigos, dos anos 40 e 50, ainda funciona, segundo o Museu do Zippo) o tornaram um dos ícones pop do século. Tanto é que em um leilão, um deles chegou ao preço de 18 mil dólares.
O livro Vietnam Zippos mostra o outro lado da moeda: ao invés de utilizado como item de destruição, o Zippo é visto como item de protesto, companhia e um verdadeiro talismã para os soldados nas selvas tropicais do sudeste asiático. Mensagens pró-paz, contrárias aos políticos de Washington, e sarcásticas contra as tropas vietcongues eram gravuras de praxe nos Zippos. Talvez a melhor mensagem gravada seja: “Quando o poder do amor superar o amor ao Poder, o mundo conhecerá a paz.” Parte artefato militar, parte arte pop, dos dias negros do Vietnam, aos tempos incertos de hoje, o pequeno Zippo representa com fidelidade a sua época.
Em 5 de Junho de 2012 a empresa Zippo produziu o seu isqueiro número 500 milhões.

## Zippo na Segunda Guerra
Sem dúvidas, a Segunda Guerra Mundial teve papel fundamental em tornar o nome Zippo conhecido ao redor do mundo. Soldados levavam seus isqueiros adorados por todos os lugares que lutaram. O "click" ouvido ao redor do mundo começou a "clicar" em 1943.
De 1943 até o final da Segunda Guerra Mundial, toda a produção da Zippo era mandada para os soldados em combate ao redor do mundo. Uma vez que cromo e bronze estavam em falta, os isqueiros à prova de vento Zippo eram fabricados com metal poroso e cobertos com tinta preta que era cozida para obter um acabamento rugoso. O mecanismo interno era feito de zinco.
Muitos soldados personalizavam seus isqueiros Zippo, riscando seus nomes, lugares, imagens e mensagens de todos os tipos para sinalizar seus sonhos, esperanças, medos e saudades. Esse tipo de alteração é considerada "Arte de Trincheira", um termo da Primeira Guerra Mundial que refere-se especificamente a itens criados com as sobras de guerra nos campos de batalha.
Arte de trincheira é extremamente valiosa e historicamente importante. Muitos colecionadores, entretanto, estenderam o conceito de "Arte de Trincheira" incluindo também mudanças e inscrições incorporadas aos itens.
Durante a Segunda Guerra, o Zippo se tornou conhecido como o "amigo do soldado" e era valorizado por sua confiabilidade e por ser uma lembrança de casa.
Com o final da guerra, a partir de 1946, as caixas dos isqueiros passaram a ser feitas de níquel. Um fundo identado curvo foi incorporado.
A escalada no uso do Zippo durante a Segunda Guerra Mundial foi refletida em um grande número de filmes que retratam isqueiros Zippo, feitos durante e posteriormente este período.

## Falsificações
A Star Lighter Company, da China foi acusada de falsificar isqueiros da marca Zippo. Os isqueiros dessa companhia são conhecidos como "Flippos", "Rippos", ou "Gyppos".